# أتلانتا تشيفز
أتلانتا تشيفز هو نادي كرة قدم أمريكي أٌسس عام 1967. يلعب النادي في National Professional Soccer League (1967) ‏.